# Міжлоченій-Биргеулуй
Міжлоченій-Биргеулуй (рум. Mijlocenii Bârgăului) — село у повіті Бистриця-Несеуд в Румунії. Входить до складу комуни Жосеній-Биргеулуй.
Село розташоване на відстані 327 км на північ від Бухареста, 17 км на північний схід від Бистриці, 95 км на північний схід від Клуж-Напоки.

## Населення
За даними перепису населення 2002 року у селі проживали 1757 осіб, з них 1753 особи (99,8%) румунів. Рідною мовою 1755 осіб (99,9%) назвали румунську.